# Kálló, Nógrád
Kálló  este un sat în districtul Pásztó, județul Nógrád, Ungaria, având o populație de 1.501 locuitori (2011). 

## Demografie
Componența etnică a satului Kálló
     Maghiari (73,95%)
     Romi (25,54%)
     Necunoscut (0,3%)
     Români (0,2%)
     Alții (0,3%)
Componența confesională a satului Kálló
     Romano-catolici (74,08%)
     Fără religie (6,6%)
     Reformați (3,6%)
     Luterani (2,13%)
     Necunoscută (13,12%)
     Greco-catolici (0,47%)
     Alte religii (1,4%)
Conform recensământului din 2011, satul Kálló avea 1.501 locuitori. Din punct de vedere etnic, majoritatea locuitorilor (73,95%) erau maghiari, cu o minoritate de romi (25,54%). Apartenența etnică nu este cunoscută în cazul a 0,3% din locuitori.  Din punct de vedere confesional, majoritatea locuitorilor (74,08%) erau romano-catolici, existând și minorități de persoane fără religie (6,6%), reformați (3,6%) și luterani (2,13%). Pentru 13,12% din locuitori nu este cunoscută apartenența confesională.